# Phare de Franck's Island
Le phare de Franck's Island (en anglais : Franck's Island), était un phare situé à l'embouchure du fleuve Mississippi dans la Paroisse de Plaquemine en Louisiane.

## Histoire

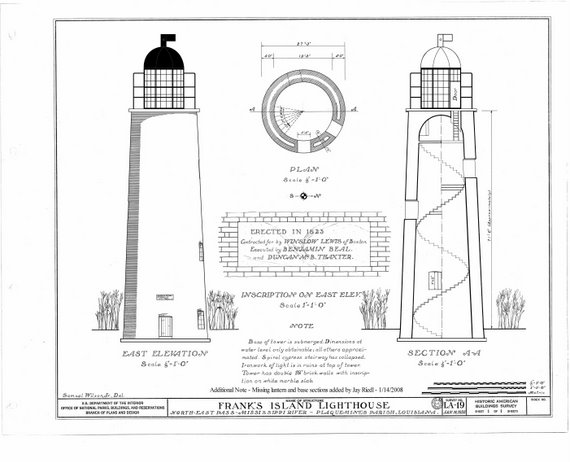
Plan du phare

Ce phare était l'un des premiers phares de Louisiane dans le Delta du Mississippi. Conçu comme un grand monument, il a souffert de problèmes de construction et a finalement été abandonné au fur et à mesure que le chenal qu’il indiquait était remplacé par d’autres itinéraires. Sa construction a commencé en 1818, mais au début de l'année suivante, la structure s'est effondrée. Une autre tour fut construite et mise en service en 1823.
Vers la fin des années 1850, le chenal marqué par la lumière était en train de s'engloutir et le phare de Pass A l'Outre fut érigé pour le remplacer. Le gardien du Frank's Island a été muté au nouveau poste et la tour a été abandonnée. Il a duré 144 ans avant de s’effondrer en 2002.
Identifiant : ARLHS : USA-310 .

### Lien connexe
- Liste des phares de la Louisiane